# Кылычдароглу, Кемаль
Кема́ль Кылычдаро́глу (тур. Kemal Kılıçdaroğlu; имя при рождении — Кема́ль Карабулу́т; род. 17 декабря 1948, Назымие, провинция Тунджели, Турция) — турецкий политический деятель, лидер Республиканской народной партии (кемалистской, то есть декларирующей следование заветам Мустафы Кемаля Ататюрка) с мая 2010 по ноябрь 2023 года.
Депутат парламента Турции с 2002 по 2023 год.
Был кандидатом в президенты Турции на выборах мая 2023 года от объединённой оппозиции правительству Эрдогана. Вышел во второй тур, в котором проиграл Эрдогану.

## Биография
Родился в поселении Назымие (провинция Тунджели, бывший Дерсим) в 1948 году в алевитской курдской семье. Семья Кылычдароглу принадлежала к традиционному клану Курейшан — одному из алевитских кланов курдов-заза (субэтнической группы курдов). Сам Кемаль утверждает, что его предки происходят от огузского рода Бейдилли, который входил в родовой союз Бозок. Также считает себя сейидом.
Семья Кемаля была депортирована в 1938 году в ходе Дерсимской резни против курдского населения. Его отец изменил фамилию с Карабулут на Кылычдароглу в 1960-х годах.
В 1971 году Кемаль окончил Академию экономики и коммерции в Анкаре, впоследствии год стажировался во Франции. В 1983 году поступил на работу в государственное Генеральное управление по доходам, где прошёл трудовой путь от начальника отдела до заместителя генерального директора.
В 1991 году был назначен генеральным директором государственного Фонда социальной защиты ремесленников и малых предпринимателей. В 1992 году перешёл в Генеральное управление государственного Фонда социального страхования. Впоследствии работал помощником заместителя министра труда и социальной защиты Турции. В 1994 году журнал «Ekonomik Trend» выбрал его турецким «Чиновником года». В январе 1999 года ушёл с должности генерального директора Фонда по собственному желанию.
Руководил Специализированной комиссией по борьбе с теневой экономикой, преподавал в университете Хаджеттепе в Анкаре, являлся членом управлявшего совета старейшего и одного из крупнейших турецких банков — «Türkiye İş Bankası».

### Работа в парламенте и карьера в публичной политике
На выборах в Великое национальное собрание Турции 22-го созыва, прошедших 3 ноября 2002 года, был избран депутатом от Республиканской народной партии (РПН) от Стамбула, и был переизбран на выборах 23-го созыва 22 июля 2007 года (тоже от Стамбула), уже будучи к тому времени членом Центрального партийного совета РНП.
В 2009 году баллотировался на пост мэра Стамбула от РНП, набрал 36,8 % голосов.
На проходившем 22 мая 2010 года 33-м съезде Республиканской народной партии был избран её председателем вместо подавшего в отставку Дениза Байкала. За кандидатуру Кылычдароглу проголосовало 1246 делегатов из 1250, что стало рекордом в истории РНП.
Перед Конституционным референдумом 2017 года Кылычдароглу активно выступал против принятия поправок к конституции, существенно увеличивавших властные полномочия президента Турции.
6 марта 2023 года был утверждён единым кандидатом в президенты Турции на выборах президента 2023 года советом оппозиционных партий.

## Политические взгляды
Кылычдароглу одобрил сбалансированное отношение Эрдогана к событиям на Украине и к зерновой сделке. Он пообещал продолжить строительство АЭС «Аккую», которая сегодня строится в Турции при участии России.
Кылычдароглу раскритиковал вмешательство правительства Турции во внутренние дела Сирии. Он также открыто поддержал депортацию сирийских беженцев из Турции, сославшись на экономическую нагрузку, которую беженцы создают на турецкий бюджет, и их собственное предполагаемое желание вернуться в страну исходного проживания.
Кылычдароглу поддерживает политику поддержки Азербайджана Турцией. Он заявил, что позиция Азербайджана в Карабахском конфликте соответствует международному праву.

## Личная жизнь и семья
В 1974 году Кемаль женился на Селви (неофициально именуемой Севим). У них трое детей — две дочери: Аслы и Зейнеп и сын Керем, а также внук от старшей дочери.
Кемаль владеет французским языком. В 2022 году, отвечая на вопрос, заданный журналистом, Кылычдароглу рассказал, что он понимает курдский язык зазаки (язык курдов-заза, один из курдских диалектов (наряду с курманджи), на котором говорили его предки), но свободно на нём не говорит.